# Thétis (1819)
Pour les autres navires du même nom, voir Thétis (navire).

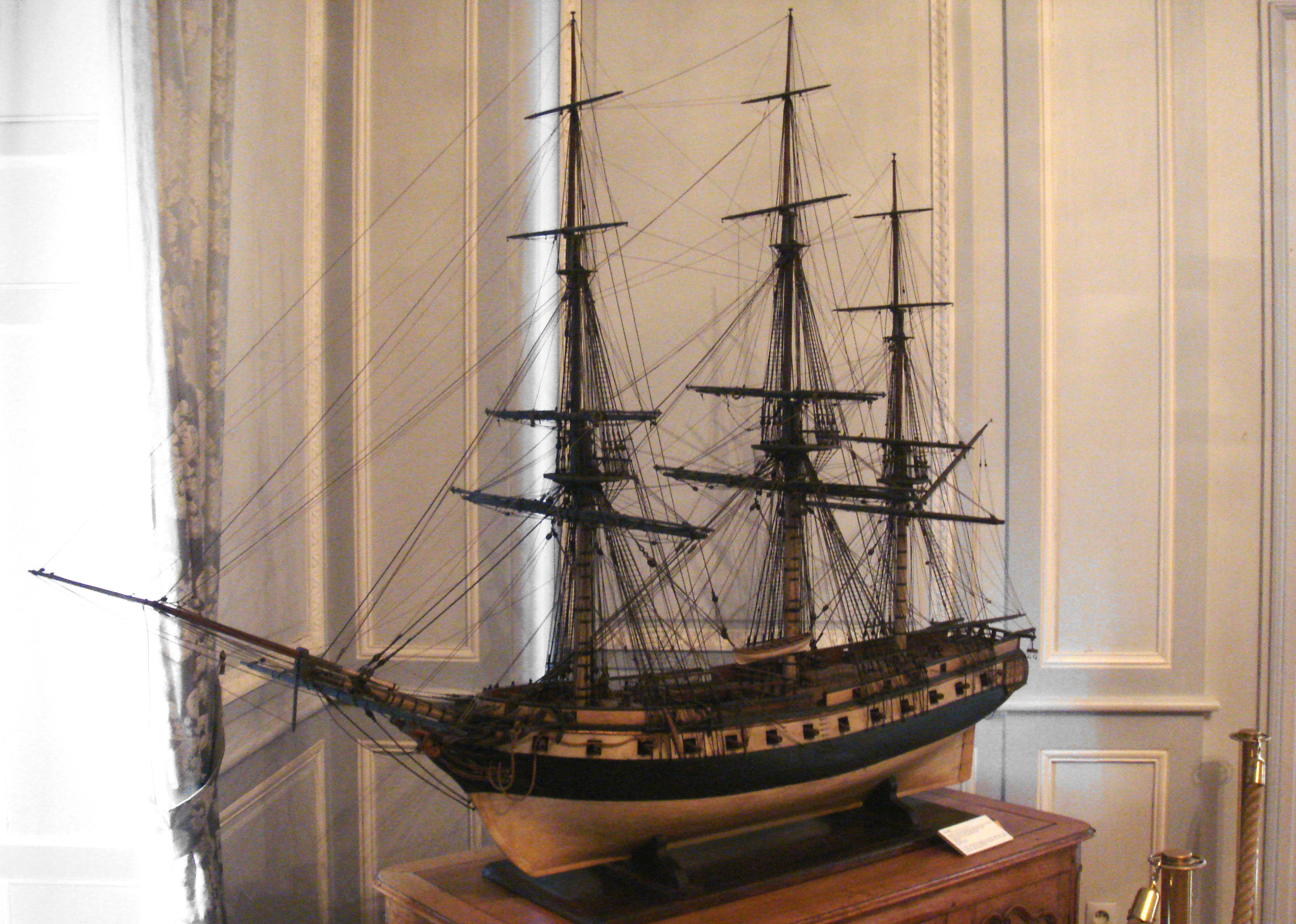
Maquette de la Thétis (1813), Musée national de la Marine, Rochefort

Thétis est une des frégates de second rang à voiles construites entre 1812 et 1830 qui naviguent sur toutes les mers du monde et ont un rôle important dans les conflits.

## Le type XVIII
Le type XVIII, aussi dénommé classe Thétis, ces frégates de 800 tonneaux furent produites sur des plans de Jacques-Noël Sané de la classe Vénus de 1781. Elles avaient un équipage de 327 hommes réduit à 110 en cas de reconversion en transport et ne gardaient alors que deux canons.
En 1817, l'armement était de 28 canons de 18 livres, 14 caronades de 24 et 2 caronades de 8. En 1829, son armement fut augmenté  28 canons de  18 livres, 16 caronades de 24 et 2 caronades de 18.

## Carrière
La Thétis est mise en chantier à Toulon en octobre 1813, lancée le 3 mai 1819. Elle appareille pour son premier voyage depuis Brest vers les Antilles le 2 mars 1824 et y retrouve l’Espérance. Entre 1824 et 1826, sous le commandement du capitaine de vaisseau Hyacinthe de Bougainville, elle entame une circumnavigation, visitant Pondichéry, Singapour, Manille, Hué, Canton, Surabaya, Sydney, Valparaiso.
Elle participe à l'expédition d'Alger en 1830.
Elle est reclassée navire de transport en 1851, puis comme école de mousses jusqu'en 1861. Elle est rayée du service le 13 décembre 1853. Elle est renommée Lannion puis démolie en 1866.